# Menippe nodifrons
Menippe nodifrons är en kräftdjursart som beskrevs av William Stimpson 1859. Menippe nodifrons ingår i släktet Menippe och familjen Menippidae. Inga underarter finns listade i Catalogue of Life.